# Гил Гундерсон
Гил Гундерсон (англ. Gil Gunderson) — персонаж мультсериала «Симпсоны». Озвучен Дэном Кастелланетой. Гил являет собой образ человека, который оказался жертвой постоянно меняющейся экономики и жестокой стороны капитализма. Данный персонаж вызывает чувства сострадания, но часто к ним добавляется ещё и презрение за постоянные неудачи.

## Личность
Гил списан с Шелли Левину — персонажа, которого сыграл Джек Леммон в кинофильме «Американцы»: Гил нервный мужчина средних лет, неспособный подолгу удержаться на одной работе из-за хронического невезения. Впервые Гил появился в эпизоде «Realty Bites», где он играл роль неудачливого риелтора.
Гил часто говорит о себе в третьем лице. В эпизоде «Marge Simpson in: "Screaming Yellow Honkers“» он упоминает о том, что у него есть жена и что она бросит его, если он не начнёт зарабатывать. Позже, в этом же эпизоде, Гил звонит домой и подслушивает её флирт с другом Гила — Фредом. Эта сцена характеризует Гила, как очень слабовольного человека, неспособного повлиять на свою жену. В эпизоде «Kill Gil: Vols. 1 & 2» Гил с удивлением обнаруживает, что он разведён.
В эпизоде «Tis The Fifteenth Season» показана маленькая сценка, в которой Гил пытается покончить жизнь самоубийством, повесившись на Рождественской гирлянде; позже, в этом же эпизоде Гила можно увидеть катающимся на катке за домом Симпсонов с гирляндой, обмотанной вокруг шеи.
Единственным успехом Гила можно считать его дебют на ниве адвокатской деятельности, когда он помогал Мардж в её антисахарной кампании в эпизоде «Sweets and Sour Marge». В эпизоде «The Frying Game» он пытался продолжить карьеру юриста, однако неудачно, Мардж и Гомера приговорили к смертной казни на электрическом стуле.

## Работы
За историю сериала Гил сменил множество работ, например, как уже было сказано выше, в эпизоде «Realty Bites» он работал риелтором. Лайнел Хатц, показывая Мардж офис, сказал: «Добро пожаловать, Мардж, наш общий опыт работы с недвижимостью - пятьдесят лет, сорок два из них у Гила», это утверждение доказывает тот факт, что до прихода в фирму Мардж Симпсон Гил не менял работу. С тех пор, как Лайнел Хатц перестал появляться в сериале (из-за смерти озвучивающего его актёра Фила Хартмана), Гил фактически выполняет роль низкооплачиваемого адвоката.
Исключая перечисленные выше факты, Гила можно видеть за следующими работами:
- «Realty Bites» — риелтор
- «The Last Temptation of Krust» — продавец обуви.
- «Natural Born Kissers» — торговец подержанными автомобилями.
- «Mayored to the Mob» — телохранитель.
- «Marge Simpson in: 'Screaming Yellow Honkers'» — продавец автомобилей.
- «Maximum Homerdrive» — продавец дверных звонков.
- «Guess Who's Coming to Criticize Dinner?» — менеджер магазина.
- «Eight Misbehavin'» — уборщик магазина Kwik-E-Mart.
- «Days of Wine and D'oh'ses» — продавец.
- «Treehouse of Horror XII» — продавец «Ультра Дома» (в эпизоде была роботизированая версия Гила).
- «Treehouse of Horror XIII» — фермер.
- «Pray Anything» — стриптизер.
- «Bart Mangled Banner» — инструктор по вождению.
- «The Heartbroke Kid» — продавец.
- «G.I. D'oh» — солдат.
- «Kill Gil: Vols. 1 & 2» — Санта-Клаус.
- «I Don't Wanna Know Why the Caged Bird Sings» — Охранник в первом банке Спрингфилда.
- «Lisa Gets an "A"» — Продавец компьютеров

В третьей новелле эпизода «Kill Gil: Vols. 1 & 2» Гил возвращается к своей первой работе — он становится одним из самых успешных риелторов в Скотсдайле, Аризона, однако из-за Мардж он все теряет.

## Место жительства
В эпизоде «Old Yeller Belly» показано, что Гил живёт в Спрингфилдской ночлежке для бездомных, из которой его выгонят, потому что он прожил в ней больше шести месяцев, это заставляет его попытаться продать свои глаза в подпольной клинике.
В эпизоде «Natural Born Kissers», подразумевается, что Гил жил в корзине воздушного шара, которую украли Мардж и Гомер.